# Maximum Efficiency Rate
Maximum Efficiency Rate, ou MER, é um índice normalmente imposto pelos "países hospedeiros" (local onde ocorre a prospecção) nos contratos de concessão e nas licenças de exploração determinando a vazão máxima da produção em certo período de tempo. Desta forma o país pode controlar o esgotamento de suas reservas e garantir o pagamento de tributos por parte da empresa petrolífera (denominados "government take") por mais tempo.